# Midjourney
Midjourney is een programma en service voor kunstmatige intelligentie, ontwikkeld en gehost door een in San Francisco gevestigd onafhankelijk onderzoekslaboratorium Midjourney, Inc. Midjourney genereert afbeeldingen uit natuurlijke taalbeschrijvingen, "prompts" genoemd, vergelijkbaar met DALL-E en Stable Diffusion van OpenAI.
De tool bevindt zich momenteel in open bèta, sinds 12 juli 2022. Het Midjourney-team wordt geleid door David Holz, medeoprichter van Leap Motion. Holz vertelde in augustus 2022 aan The Register dat het bedrijf al winstgevend was. 
Gebruikers maken illustraties met Midjourney met behulp van Discord-botopdrachten.